# Frida Gustavsson
Frida Birgitta Gustavsson (Estocolmo, 6 de junho de 1993), mais conhecida como Frida Gustavsson, é uma modelo sueca.

## Biografia
Frida Gustavsson nasceu em 6 de junho de 1993 em Hässelby, uma área que faz parte de Estocolmo, na Suécia.
Aos 12 anos, ela foi parada por uma olheira da agência de modelos sueca Stockholmsgruppen Models, Jenny Mardell, e convidada a se tornar modelo, convite esse que recusou imediatamente.
Em 2008, aos 14 anos de idade, Gustavsson finalmente aceitou o convite.

## Carreira
Começou a fazer trabalhos como modelo em Estocolmo em 2008. No mesmo ano, mudou-se para o Japão, onde fez alguns trabalhos de maior importância se comparados aos que foram feitos em Estocolmo. Em 2009, Gustavsson abriu o desfile de alta costura da temporada Outono/Inverno da Maison Valentino, o que a fez conseguir maior reconhecimento. Desde então, a modelo desfilou para grandes grifes como Louis Vuitton, Chanel, Lanvin, Carolina Herrera, Christian Dior, Alexander McQueen, Jean Paul Gaultier, Marc Jacobs, Calvin Klein, Dolce & Gabbana, Givenchy, Yves Saint Laurent, Versace, entre outros. Na temporada de Primavera/Verão de 2010, Gustavsson era a quarta modelo mais requerida, atrás apenas de Kasia Struss, Liu Wen e Constance Jablonski.
Gustavsson apareceu em inúmeras publicações de revistas como as Elles italiana, sueca e francesa, as Vogues americana, russa, francesa, italiana, britânica, alemã e japonesa, Numéro, entre tantas outras.
No ano de 2011, Gustavsson foi uma das estrelas da campanha de Outono/Inverno da grife Prada. Neste mesmo ano, Gustavsson recebeu a premiação de Modelo do Ano da Elle sueca. Ela viria a receber a mesma premiação também no ano de 2013.
Em 2012, Gustavsson estrela, junto com a dinamarquesa Caroline Brasch Nielsen e a polonesa Monika Jagaciak, a campanha de Outono/Inverno da Valentino. Em dezembro, ela é vista nas passarelas do desfile anual da grife de lingerie Victoria's Secret.
Em 2013, Frida Gustavsson torna-se o novo rosto da Nina Ricci, que lança sua nova fragância, Nina L'Eau. Em julho, assina um contrato com a gigante empresa de cosméticos Maybelline New York.

## Vida Pessoal
Desde pequena, Gustavsson mostrava interesse em atuar, como deixou claro em sua entrevista publicada na revista sueca Plaza, em Outubro de 2014:

Quando eu era criança, eu costumava forçar meus irmãos a vestirem roupas de balé e dançarem na frente da mamãe e do papai. Dançar e atuar, encontrar personagens diferentes e fazer com que adultos acreditassem no que eu dizia - isso era a coisa mais divertida que eu conhecia.

- Frida Gustavsson

Gustavsson, além de ter um grande interesse por atuação, também gostava de esportes.

Me convidaram várias vezes [para assinar um contrato com a agência Stockholmsgruppen], mas eu não estava interessada. Eu deveria me tornar a nova Carolina Klüft!

- Frida Gustavsson
Em junho de 2011, Gustavsson concluiu os estudos pela St. Martins Gymnasium, no município de Sundbyberg, Condado de Estocolmo.
Em uma entrevista concedida a revista Glamour em sua edição de outubro de 2014, Gustavsson revelou que em breve começaria um curso de atuação no teatro Boulevard, em Estocolmo, e, por conta disso, estaria aceitando cada vez menos trabalhos como modelo, já que esta almeija se tornar uma atriz.
Ela foi casada com Hjalmar Rechlin, de 2015 a 2017.